# النور انگلستان، ملکه کاستیا
النور انگلستان، ملکه کاستیا (اسپانیایی: Leonor‎; ح. ۱۱۶۱ – ۳۱ اکتبر ۱۲۱۴ (۵۳ سال)) اهل پادشاهی انگلستان و همسر آلفونسوی هشتم، پادشاه کاستیا بود.